# Embajada de España en Kazajistán
La Embajada de España en Kazajistán es la máxima representación legal del Reino de España en la República de Kazajistán. También está acreditada en Kirguistán (1999) y Tayikistán (2003).

## Embajador
El actual embajador es Luis Francisco Martínez Montes quien fue nombrado por el gobierno de Pedro Sánchez el 11 de junio de 2024.

## Misión diplomática
El Reino de España está representado a través de la embajada española ubicada en Astaná, capital de Kazajistán, creada en 1998. Además, España está representada a través de tres consulados honorarios en Almaty, antigua capital del país hasta 1997, y en Tösh-Bulak y Biskek, en Kirguistán.

## Historia
Kazajistán obtuvo su independencia en 1991 con la desintegración  de la Unión Soviética. El 11 de febrero de 1992 España y Kazajistán establecieron relaciones diplomáticas mediante la firma de una Declaración Conjunta en Moscú y desde 1992 a 1999 los asuntos diplomáticos de Kazajistán estuvieron incluidos en la demarcación de la Embajada española en Moscú. En 1999 se creó la embajada residente en Astaná, capital del país.

## Demarcación
La embajada española de Kazajistán está acreditada también en: 
- República de Kirguistán: las Relaciones España-Kirguistán se remontan a 1992, un año después de que el país alcanzara la independencia tras la desintegración de la Unión Soviética. Desde 1992 a 1999 dependió de la Embajada española en Moscú (Rusia), y, desde esa fecha, pasó a depender de la demarcación de la Embajada de España en Kazajistán.

- República de Tayikistán: España estableció relaciones diplomáticas con Tayikistán en 1997 cuando pasó a depender de la Embajada española en Moscú. En 2003 las relaciones con Tayikistán quedaron incluidas en la demarcación de la Embajada española en Kazajistán.